# هيو بيترسون
هيو بيترسون هو محامي وسياسي أمريكي، ولد في 21 أغسطس 1898 في أيلي في الولايات المتحدة، وتوفي في 3 أكتوبر 1961 في سيلفا، نورث كارولاينا في الولايات المتحدة. نشط حزبياً في الحزب الديمقراطي. وقد انتخب عضو مجلس نواب جورجيا ‏ وانتخب عضو مجلس النواب الأمريكي ‏.